# Бандара, Нипуна
Нипуна Лайана Бандара (там. நிபுன பண்டார) (17 июня 1991, Шри-Ланка) — футболист из Шри-Ланки, нападающий, игрок сборной Шри-Ланки.

## Карьера
Взрослая карьера нападающего началась в 2011 году. Тогда он пришёл в «Дон Боско». Через два года Бандара перешёл в другой местный клуб «Эйр Форс». За него он выступает и по сей день

## Сборная
С 2011 года Нипуна Бандара вызывается в сборной Шри-Ланки. На данный момент он провел за неё 7 игр, в которых забил 2 гола. Оба мяча пришлись в ворота сборной Бутана в 2011 году. Его национальная команда тогда одержала крупную победу со счетом 3:0.

### Голы за сборную Шри-Ланки
| #  | Дата          | Место                       | Соперник | Голы | Результат | Соревнование         |
| -- | ------------- | --------------------------- | -------- | ---- | --------- | -------------------- |
| 1. | 12 марта 2011 | Судафагаса Стедиум, Коломбо | Бутан    | 2    | 3-0       | Чемпионат Южной Азии |